# El Defensor de Granada
El Defensor de Granada (en français : « Le Défenseur de Grenade ») est un quotidien espagnol fondé à Grenade en 1880 par Luis Seco de Lucena Escalada (es). Il est forcé à fermer en 1936 par les militaires putschistes au début de la Guerre civile espagnole.

## Histoire
Le journal est fondé en 1880 par Luis Seco de Lucena Escalada (es), comptant dans son étape initiale sur le financement et l'appui précieux de José Genaro Villanova, un riche entrepreneur et homme politique grenadin. Sa diffusion se limitait à la ville de Grenade.
En 1907, il s'unit à la Sociedad Editorial de España (es) — qui devient plus tard la Sociedad Editora Universal (es) —, une entreprise qui possède déjà d'autres journaux de diffusion nationale tels que El Imparcial (es) ou Heraldo de Madrid,,.
À partir du 1er janvier 1900, le sous-titre du journal devient Diario independiente (« Journal indépendant »), puis Periódico independiente. Decano de la Prensa diaria de esta Provincia le 21 septembre de la même année, et enfin Decano de la Prensa diaria de esta Provincia le 24 avril 1924. Le journal est imprimé à Grenade dans l'imprimante « El Defensor de Granada », sous la responsabilité de Enrique Buendía Lozano.
Lors des douze dernières années, le journal est dirigé par Constantino Ruiz Carnero, qui a eu un rôle politique et qui a été élu maire de Grenade. Après la proclamation de la Seconde République espagnole (es), El Defensor de Granada se positionne clairement dans les années 1930 comme sympathisant du nouveau régime. À la même époque, son principal rival est le journal Ideal (es), d'inspiration catholique et conservatrice.
Alors que la Guerre civile espagnole éclate, El Defensor de Granada est fermé par mandat des militaires putschistes le 20 juin 1936, la propriété saisie, et les installations détruites. Le 27 juillet, le directeur du journal est arrêté puis assassiné en août. La répression atteint également un autre de ses journalistes, Eufrasio Martín, dont l'épouse est assassinée à sa place car il ne se trouvait pas à Grenade. Le conflit cause ainsi la disparition du journal.

## Collaborateurs notables
Le journal bénéficie tout au long de son existence de la collaboration de personnalités importantes telles que Miguel de Unamuno, Ángel Ganivet, Francisco Seco de Lucena, Francisco de Paula Valladar, Luis Fernández de Córdoba, Federico Olóriz Aguilera (es), Constantino Ruiz Carnero, Antonio Afán de Ribera, Francisco Javier Simonet, Nicolás María López, Ramón Noguera Bahamonde, Alberto Álvarez de Cienfuegos Cobos (es) ou Francisco de Paula Villa-Real.